# Тубићи
Тубићи су насељено место у Србији у општини Косјерић у Златиборском управном округу. Према попису из 2022. било је 396 становника. У Тубићима се налазе остаци тврђаве Злоступ великих размера, која је данас већим делом порушена.

## Демографија
У насељу Тубићи живи 456 пунолетних становника, а просечна старост становништва износи 43,9 година (41,0 код мушкараца и 46,9 код жена). У насељу има 151 домаћинство, а просечан број чланова по домаћинству је 3,54.
Ово насеље је великим делом насељено Србима (према попису из 2002. године), а у последња три пописа, примећен је пад у броју становника.
|  |

| Демографија | Демографија | Демографија |
| Година      | Становника  | Становника  |
| ----------- | ----------- | ----------- |
| 1948.       | 761         |             |
| 1953.       | 723         |             |
| 1961.       | 686         |             |
| 1971.       | 669         |             |
| 1981.       | 634         |             |
| 1991.       | 609         | 596         |
| 2002.       | 535         | 536         |

| Етнички састав према попису из 2002.‍ | Етнички састав према попису из 2002.‍ | Етнички састав према попису из 2002.‍ | Етнички састав према попису из 2002.‍ | Етнички састав према попису из 2002.‍ |
| ------------------------------------ | ------------------------------------ | ------------------------------------ | ------------------------------------ | ------------------------------------ |
|                                      |                                      |                                      |                                      |                                      |
| Срби                                 | Срби                                 |                                      | 534                                  | 99,81%                               |
| Југословени                          | Југословени                          |                                      | 1                                    | 0,18%                                |
| непознато                            | непознато                            |                                      | 0                                    | 0,0%                                 |

| Година пописа     | 1948. | 1953. | 1961. | 1971. | 1981. | 1991. | 2002. |
| ----------------- | ----- | ----- | ----- | ----- | ----- | ----- | ----- |
| Број домаћинстава | 122   | 127   | 133   | 140   | 151   | 153   | 151   |

| Број чланова      | 1  | 2  | 3  | 4  | 5  | 6  | 7 | 8 | 9 | 10 и више | Просек |
| ----------------- | -- | -- | -- | -- | -- | -- | - | - | - | --------- | ------ |
| Број домаћинстава | 26 | 30 | 27 | 22 | 20 | 16 | 3 | 3 | 2 | 2         | 3,54   |

| Пол    | Укупно | Неожењен/Неудата | Ожењен/Удата | Удовац/Удовица | Разведен/Разведена | Непознато |
| ------ | ------ | ---------------- | ------------ | -------------- | ------------------ | --------- |
| Мушки  | 239    | 80               | 142          | 10             | 4                  | 3         |
| Женски | 236    | 39               | 141          | 54             | 2                  | 0         |
| УКУПНО | 475    | 119              | 283          | 64             | 6                  | 3         |

| Пол    | Укупно                    | Пољопривреда, лов и шумарство | Рибарство                            | Вађење руде и камена | Прерађивачка индустрија       |
| ------ | ------------------------- | ----------------------------- | ------------------------------------ | -------------------- | ----------------------------- |
| Мушки  | 131                       | 40                            | 0                                    | 0                    | 54                            |
| Женски | 73                        | 31                            | 0                                    | 0                    | 23                            |
| УКУПНО | 204                       | 71                            | 0                                    | 0                    | 77                            |
| Пол    | Производња и снабдевање   | Грађевинарство                | Трговина                             | Хотели и ресторани   | Саобраћај, складиштење и везе |
| Мушки  | 0                         | 8                             | 10                                   | 3                    | 9                             |
| Женски | 0                         | 0                             | 8                                    | 1                    | 1                             |
| УКУПНО | 0                         | 8                             | 18                                   | 4                    | 10                            |
| Пол    | Финансијско посредовање   | Некретнине                    | Државна управа и одбрана             | Образовање           | Здравствени и социјални рад   |
| Мушки  | 0                         | 0                             | 5                                    | 1                    | 0                             |
| Женски | 0                         | 1                             | 2                                    | 3                    | 2                             |
| УКУПНО | 0                         | 1                             | 7                                    | 4                    | 2                             |
| Пол    | Остале услужне активности | Приватна домаћинства          | Екстериторијалне организације и тела | Непознато            | Непознато                     |
| Мушки  | 0                         | 0                             | 0                                    | 1                    | 1                             |
| Женски | 0                         | 0                             | 0                                    | 1                    | 1                             |
| УКУПНО | 0                         | 0                             | 0                                    | 2                    | 2                             |